# مارک رابرتز (باستان‌شناس)
مارک برایان رابرتز (به انگلیسی: Mark Brian Roberts) (متولد ۲۰ مه ۱۹۶۱) یک باستان‌شناس انگلیسی و متخصص مطالعه دوران پارینه‌سنگی است. او بیشتر به‌دلیل کشف و کاوش‌های بعدی در مکانی متعلق به دوران پارینه‌سنگی زیرین در گودال ارتهام در جنوب انگلیس شناخته شده‌است. رابرتز همچنین معلم و پژوهشگر ارشد پژوهشگاه باستان‌شناسی در کالج دانشگاهی لندن است. در سال ۱۹۹۴، به او به دلیل مشارکت در مطالعه انسانهای مربوط به دوران پالئولیتیک و زمین‌شناسی پلیستوسن، مدال استاپز (Stopes Medal) اعطا شد.